# Marathon van Enschede 1967

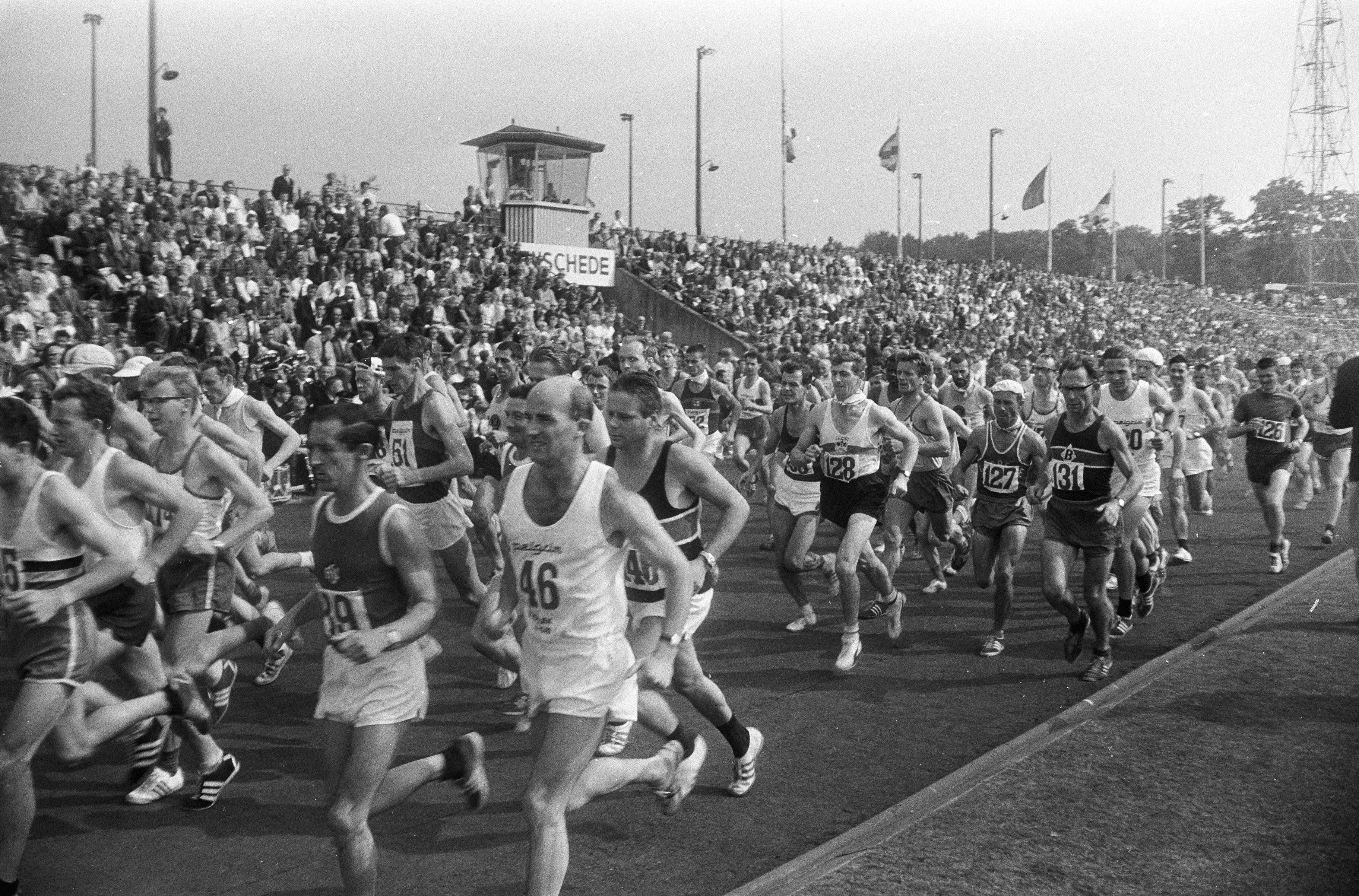
Start van de marathon in 1967

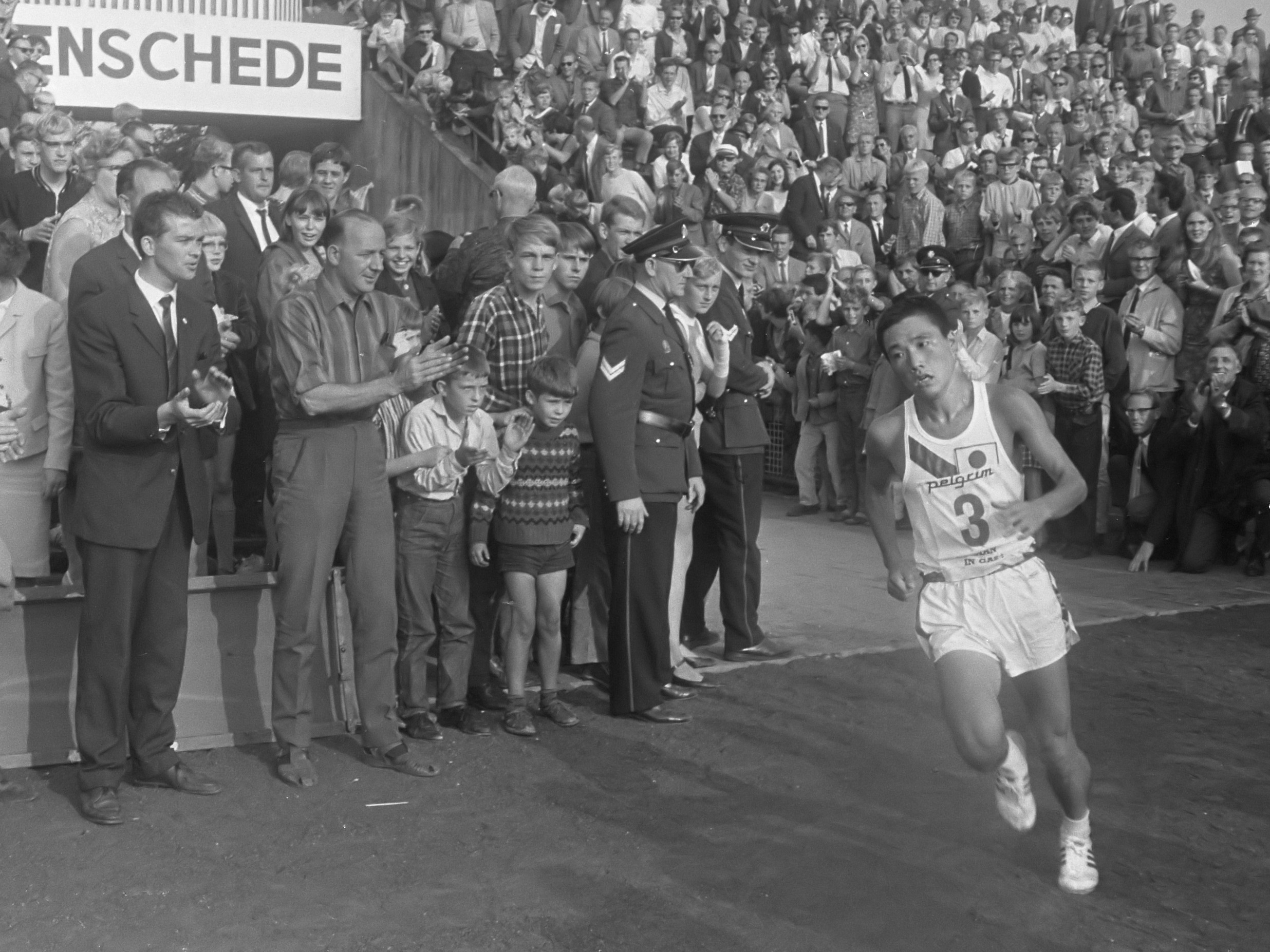
Yoshiro Mifune op weg naar zijn eindoverwinning.

De marathon van Enschede 1967 werd gelopen op zaterdag 26 augustus 1967. Het was de elfde editie van deze marathon. De finish was in het Stadion Het Diekman.
De Japanner Yoshiro Mifune bereikte als eerste de finish in 2:20.53,8.
Deze wedstrijd was ook het toneel van het Nederlands kampioenschap op de marathon. Deze titel werd gewonnen door de eerst aankomende Nederlander Aad Steylen. Hij finishte als dertiende overall in 2:31.15,4. Het zilver en brons ging respectievelijk naar Wim Hol (veertiende in 2:31.55,8) en Jacques Smits (twintigste in 2:40.59,8).
Marathonwedstrijden voor vrouwen bestonden er in die tijd nog niet.
In totaal finishten er 127 marathonlopers.

## Uitslag
| rang   | naam             | land | tijd      | opmerkingen |
| ------ | ---------------- | ---- | --------- | ----------- |
| Goud   | Yoshiro Mifune   | JPN  | 2:20.53,8 |             |
| Zilver | Ron Hill         | ENG  | 2:23.43,6 |             |
| Brons  | Ivailo Sharankov | BUL  | 2:26.02,0 |             |
| 4      | John Newsome     | GBR  | 2:26.08,2 |             |
| 5      | Hubert Riesner   | FRG  | 2:26.11,2 |             |
| 6      | Klaus Boettger   | GDR  | 2:27.51,4 |             |
| 7      | Heinz Spechmann  | FRG  | 2:28.15,0 |             |
| 8      | Ismail Ackay     | TUR  | 2:28.55,4 |             |
| 9      | Donald Mcfadzean | GBR  | 2:29.28,8 |             |
| 10     | Paavo Pystynen   | FIN  | 2:30.16,0 |             |
| 13     | Aad Steylen      | NED  | 2:31.15,4 | 1e NK       |
| 14     | Wim Hol          | NED  | 2:31.55,8 | 2e NK       |
| 20     | Jacques Smits    | NED  | 2:40.59,8 | 3e NK       |

1947 ·
1949 ·
1951 ·
1953 ·
1955 ·
1957 ·
1959 ·
1961 ·
1963 ·
1965 ·
1967 ·
1969 ·
1971 ·
1973 ·
1975 ·
1977 ·
1979 ·
1981 ·
1983 ·
1985 ·
1987 ·
1989 ·
1991 ·
1992 ·
1993 ·
1994 ·
1995 ·
1996 ·
1997 ·
1998 ·
1999 ·
2000 ·
2001 ·
2002 ·
2003 ·
2004 ·
2005 ·
2006 ·
2007 ·
2008 ·
2009 ·
2010 ·
2011 ·
2012 ·
2013 ·
2014 ·
2015 ·
2016 ·
2017 ·
2018 ·
2019 ·
2020 · 2021 ·
2022 ·
2023 ·
2024 ·
2025